# Pantolests
Els pantolests (Pantolesta) són un subordre extint de mamífers de l'ordre dels cimolests que tingueren una àmplia distribució des del Paleocè inferior fins a l'Oligocè inferior. Se n'han trobat restes fòssils a Alemanya, Bèlgica, el Canadà, Egipte, els Estats Units, França, Itàlia, el Kazakhstan, Kenya, Mongòlia i el Regne Unit. Tenien una fórmula dental de {\displaystyle {\tfrac {3.1.4.3}{3.1.4.3}}}. Eren de constitució robusta i ocupaven diversos nínxols ecològics: n'hi havia d'arborícoles, de terrestres, de semiaquàtics i d'excavadors.